# Truyền thông trong sản phẩm
Truyền thông trong sản phẩm (IPC) là thông điệp, nội dung và phương tiện liên quan được gửi trực tiếp đến ứng dụng phần mềm hoặc thiết bị được kết nối internet của người dùng, với mục đích thông báo, thu thập phản hồi từ, tham gia hoặc tiếp thị đến người dùng hoặc phân đoạn cụ thể đó người dùng ở tỷ lệ tương tác thường cao hơn so với các kênh tiếp thị kỹ thuật số và tiếp thị trực tuyến khác.

## Sử dụng

### Tiếp thị
Tiếp thị trong sản phẩm là một kênh bổ sung trong bộ công cụ tiếp thị kỹ thuật số, bao gồm tiếp thị qua email, tiếp thị công cụ tìm kiếm (SEM), tiếp thị truyền thông xã hội và nhiều hình thức quảng cáo hiển thị hình ảnh và quảng cáo trên thiết bị di động.

### Hỗ trợ
Nó cũng có thể đề cập đến chiến lược được một công ty sử dụng để tiếp cận các phân đoạn cụ thể của cơ sở khách hàng của họ để cung cấp dịch vụ và hỗ trợ khách hàng trong sản phẩm, cung cấp tài liệu đào tạo và bắt đầu các đơn đặt hàng và phụ tùng thay thế.

### Phản hồi
Truyền thông trong sản phẩm cũng có thể là một cách có giá trị để các doanh nghiệp thu thập thông tin và phản hồi của người dùng trên cơ sở khách hàng của họ, vì sự thành công của các yêu cầu email cho thông tin đó tiếp tục giảm.

### Thu thập dữ liệu
Bởi vì truyền thông trong sản phẩm được gửi trực tiếp đến thiết bị của người dùng, nhiều nền tảng truyền thông trong sản phẩm có thể tự động thu thập thông tin thiết bị, như số sê-ri, số kiểu, hệ điều hành, số phiên bản, vị trí và mọi siêu dữ liệu bổ sung có sẵn và được người dùng đồng ý.

## Biến thể
Truyền thông trong sản phẩm là một thuật ngữ để mô tả một số loại thông tin liên lạc trực tiếp. Nó cũng có thể đề cập đến giao tiếp trong thiết bị, giao tiếp trong ứng dụng, nhắn tin trong thiết bị hoặc nhắn tin trong ứng dụng.

### Truyền thông trong thiết bị
Thông báo trong thiết bị hoặc nhắn tin trong thiết bị thường được chấp nhận là truyền thông tin nhắn trực tiếp đến màn hình thiết bị của người dùng mà không cần chạy qua ứng dụng phần mềm. Ví dụ, thông tin liên lạc trực tiếp đến màn hình trên máy in được kết nối internet, màn hình trên bộ điều khiển cầm tay của UAV hoặc máy bay không người lái hoặc màn hình của tivi kết nối internet, tất cả sẽ được xem xét trong thiết bị. Giao tiếp trong thiết bị dựa trên nền tảng truyền thông được tích hợp trực tiếp vào hệ điều hành của thiết bị được kết nối internet, cho phép nhà sản xuất cung cấp tin nhắn, thu thập phản hồi và tương tác trực tiếp với người dùng trên màn hình thiết bị.

### Truyền thông trong ứng dụng
Truyền thông trong ứng dụng hoặc nhắn tin trong ứng dụng là hành động nhắn tin, thu thập phản hồi hoặc giao tiếp với người dùng thông qua ứng dụng phần mềm, trên điện thoại di động hoặc máy tính bảng hoặc qua phần mềm trên PC. Trong phương thức giao tiếp này, một nền tảng truyền thông được nhúng như một mô-đun phần mềm trong ứng dụng, thường dẫn đến việc triển khai công nghệ nhanh hơn nhiều, so với thời gian tích hợp của các nền tảng truyền thông trong thiết bị.

### Giao tiếp trực tiếp đếnmáy tính cá nhân
Giao tiếp trực tiếp trên máy tính để bàn hoặc nhắn tin trên máy tính để bàn là hành vi nhắn tin, thu thập phản hồi hoặc giao tiếp với người dùng thông qua ứng dụng phần mềm hoặc trình điều khiển ngoại vi được nhúng trên máy tính để bàn cá nhân. Người dùng tương tác với các thông báo trên màn hình của máy tính để bàn và nhà sản xuất thiết bị tự động gửi tin nhắn từ phía sau.

## Hiệu quả
Nội dung tiếp thị trong sản phẩm thường rất giống với các chiến dịch tiếp thị qua email, nhưng phân khúc và phân phối được nhắm mục tiêu nhiều hơn. Bởi vì email là lịch sử một trong những kênh hiệu quả nhất trong bộ công cụ tiếp thị kỹ thuật số, kênh email đang trở nên quá tải và bị lạm dụng, dẫn đến tỷ lệ mở thấp hơn nhiều, tỷ lệ tương tác thấp hơn, tỷ lệ nhấp chuột (CTR) thấp hơn và tỷ lệ chuyển đổi thấp hơn. Sự gia tăng của các thiết bị kết nối internet (IOT) đang cho phép ngày càng nhiều nhà sản xuất sản phẩm tiêu dùng tận dụng lợi thế của kênh truyền thông tiếp thị này, để bổ sung cho các kênh tiếp thị kỹ thuật số khác.
Bởi vì thư và thông tin liên lạc được nhắm mục tiêu nhiều hơn và được phân phối trực tiếp đến thiết bị của người dùng, tỷ lệ tương tác thường cao hơn nhiều so với tiếp thị qua email.